# Rio Negro (Argentina)
O rio Negro é o curso de água mais importante da província argentina de Río Negro e o segundo da Patagônia quanto à sua vazão. Seu nome é derivado da tradução literal do mapudungun Curu Leuvu, apesar de suas águas serem mais de um  verde-escuro do que negro. Antigamente era conhecido também como  Río de los Sauces devido a grande quantidade de salgueiros que existiam em suas margens. Apresenta uma extensão de  635 km. Com uma de suas cabeceiras, o rio Neuquén, o comprimento total do sistema  fluvial Negro-Neuquén chega aos  1.055 km.
Nasce da confluêncio dos rios Limay e Neuquén, no extremo oriental da província de Neuquén, e flui em direção  este-sudeste no território rionegrino até alcançar o oceano Atlântico perto do Balneário El Cóndor, 30 km ao sul de  Viedma, capital daprovíncia. No último trecho de seu percurso constitue o limite natural entre as províncias de Río Negro e Buenos Aires.